# De Dion-Bouton Type CP
Der De Dion-Bouton Type CP ist ein Pkw-Modell aus der Anfangszeit des 20. Jahrhunderts. Hersteller war De Dion-Bouton aus Frankreich.

## Beschreibung
Die Zulassung durch die nationale Zulassungsbehörde erfolgte am 15. September 1910. Vorgänger war der Type CD.
Der De-Dion-Bouton-Einzylindermotor hat 90 mm Bohrung, 150 mm Hub, 954 cm³ Hubraum, war damals in Frankreich mit 8 Cheval fiscal (Steuer-PS) eingestuft und leistet etwa genauso viel PS. Er ist vorne im Fahrgestell montiert und treibt über ein Dreiganggetriebe und eine Kardanwelle die Hinterräder an. Der Wasserkühler ist direkt vor dem Motor hinter einem deutlich sichtbaren Kühlergrill.
Die Basis bildet ein Pressstahlrahmen. Der Radstand beträgt 1950 mm, die Spurweite 1174 mm. Die Vorderräder haben zehn Speichen, die Hinterräder zwölf. Die Höchstgeschwindigkeit betrug 40 km/h.
Bekannt sind Aufbauten als Phaeton. Diese Fahrzeuge wurden auch bei Autorennen eingesetzt.
Das Modell wurde bis 1911 produziert.